# Amiota nozawai
Amiota nozawai är en tvåvingeart som beskrevs av Chen och Mahito Watabe 2005. Amiota nozawai ingår i släktet Amiota och familjen daggflugor. Inga underarter finns listade i Catalogue of Life.